# Openbaar optreden van Jezus

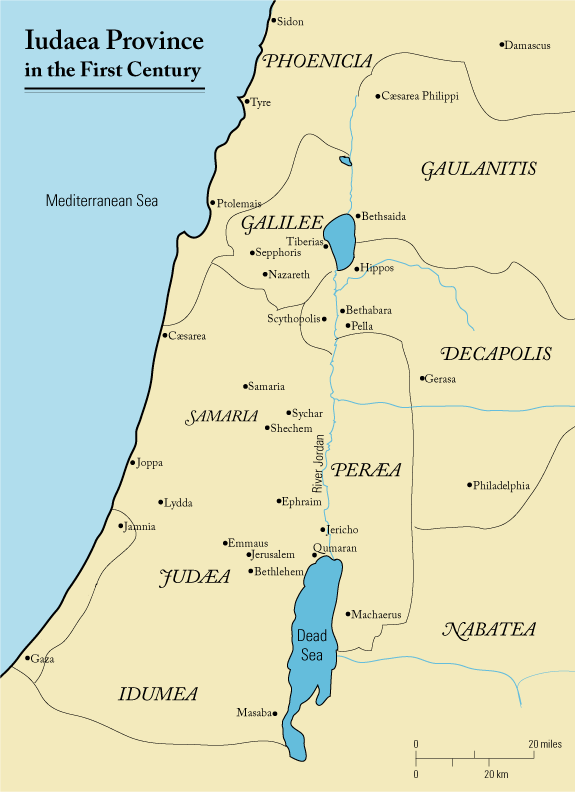
Galilea en Judea ten tijde van Jezus

Het openbaar optreden van Jezus betreft de daden en uitspraken van Jezus als rondtrekkende prediker tot aan het einde van zijn leven. De verhalen hierover staan beschreven in de vier canonieke evangeliën (Matteüs, Marcus, Lucas en Johannes) in het Nieuwe Testament. Er zijn daarnaast ook enkele apocriefen van het Nieuwe Testament die verhalen vertellen over Jezus' openbaar optreden.

## Grote lijn
Het openbaar optreden van Jezus volgt verhaaltechnisch op de verhalen over de geboorte van Jezus en Christus in de tempel. Zelf wordt het gevolgd door de verhalen over de Handelingen van de apostelen en het ontstaan van het vroege christendom.
De verhalen over Jezus' optreden verschillen tussen de evangeliën; er zijn vooral verschillen tussen enerzijds de drie synoptische evangeliën en anderzijds het Johannesevangelie. Alle vier stemmen overeen op de volgende drie punten:
- Jezus' optreden begon direct na zijn doop;
- zijn optreden vond grotendeels plaats in de streek Galilea;
- zijn optreden eindigde met zijn lijden, sterven en verrijzen in en rondom Jeruzalem (het Passieverhaal).

Het is niet duidelijk hoe lang het openbaar optreden van Jezus duurde. In de synoptische evangeliën wordt slechts één viering van pesach genoemd (die van het Laatste Avondmaal), terwijl het Johannesevangelie er drie noemt (Johannes 2:13; 6:4; 12:1). Er is onder Bijbelwetenschappers die met toepassing van de historisch-kritische methode het leven van de historische Jezus proberen te reconstrueren geen consensus over de lengte van Jezus' optreden.

## Doop en vroeg optreden
De evangeliën presenteren Johannes de Doper als Jezus' voorganger, en Jezus' doop door Johannes als het startpunt van zijn bediening. Volgens Handelingen vatte Petrus, Jezus' belangrijkste leerling, de start als volgt samen:

U weet ... hoe het begon, hoe God, na de doop waartoe Johannes opriep, Jezus uit Nazaret met de heilige Geest heeft gezalfd en met kracht heeft bekleed. Hij trok als weldoener door het land en genas iedereen die in de macht van de duivel was. (Handelingen 10:37-38)

Johannes doopte "in Betanië, aan de overkant van de Jordaan" (Johannes 1:28). Hierbij wordt gedoeld op Betanië in Perea, de provincie ten oosten van de Jordaan.
In Lucas 3:23 staat dat Jezus toen ongeveer dertig jaar oud was en Lucas bevestigt dat hij zijn activiteiten begon in de regio van de Jordaan (Lucas 4:1). Johannes (de evangelist) vertelt dat Jezus in die regio zijn eerste leerlingen vond (Johannes 1:35-37).

## In Galilea

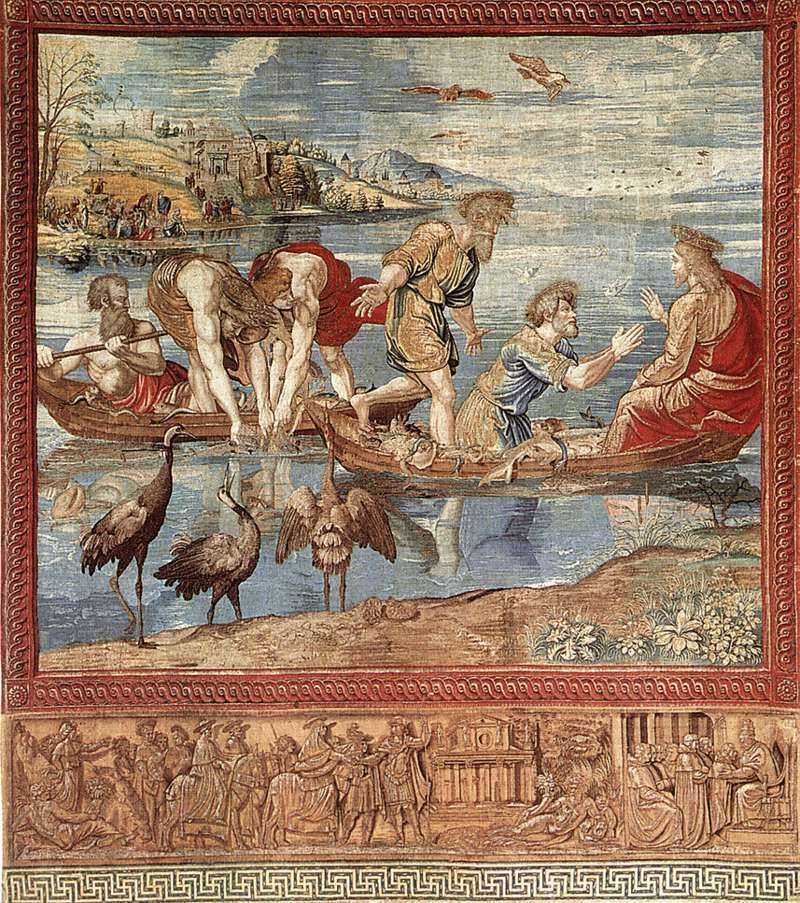
Wonderbare visvangst van Pieter van Edingen (II), 16de eeuw

Nadat Johannes de Doper gevangen was genomen, ging Jezus naar Galilea (Marcus 1:14). In Galilea gaf hij onderricht in de synagogen, verkondigde het goede nieuws van het Koninkrijk van God en genas iedere ziekte en kwaal onder het volk, de wonderen van Jezus (Matteüs 4:23-24).
Aan het meer van Tiberias vond Jezus zijn eerste leerlingen (voorheen vaak discipelen genoemd). Zij waren vissers en Jezus zei: "Kom volg mij, ik zal van jullie vissers van mensen maken" (Matteüs 4:19; zie ook het verhaal van de wonderbare visvangst in Lucas 5:1-11).
Nadat hij zijn twaalf apostelen had aangesteld (Lucas 6:13-16), hield hij de Bergrede die een waaier van parabels bevat (Matteüs 5-7). Onder zijn volgelingen waren enkele vrouwen, waaronder Maria Magdalena en Johanna (Lucas 8:2-3).
Na de onthoofding van Johannes de Doper trok Jezus zich terug in de plaats Betsaïda, maar meer dan vijfduizend mensen kwamen het te weten en volgden hem (Lucas 9:10-17).
Nadat Jezus het geloof van zijn apostelen had getest (Matteüs 14:25-34), zond hij hen uit om het Koninkrijk van God te prediken (Lucas 9:2). Naast de apostelen wees Jezus zeventig discipelen aan en zond hen twee aan twee voor zich uit naar elke stad en plaats waarheen hij zelf van plan was te gaan (Lucas 10:1-24).

## Naar Jeruzalem
Op weg naar Jeruzalem beklom Jezus samen met Petrus, Jakobus en Johannes de Taborberg.  Hier vond de gedaanteverandering van Jezus plaats, waarbij naast hem Mozes en de profeet Elia verschenen (Marcus 9:2-13).

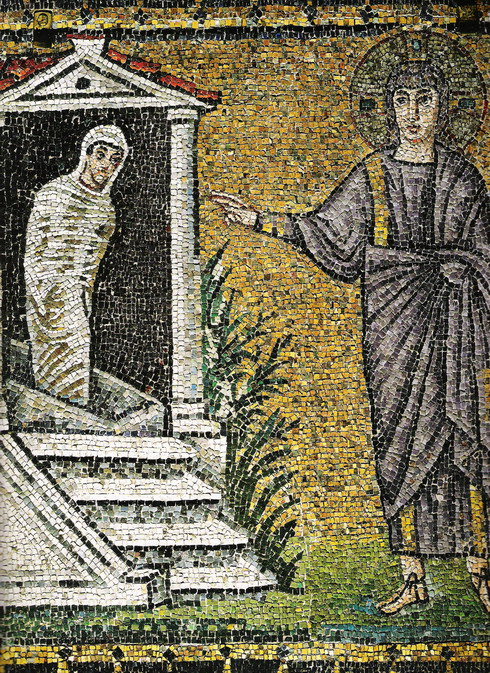
Lazarus, 6de eeuw mozaïek, Basiliek van Sant'Apollinare Nuovo, Ravenna

Toen Jezus hoorde dat zijn vriend Lazarus, de broer van Marta en Maria ernstig ziek was, keerde hij naar Bethanië terug. Bij zijn aankomst lag Lazarus al vier dagen in zijn graf. Jezus zei: „Neemt de steen weg en wat ik zal zeggen is, opdat zij zouden geloven dat de Heer mij heeft uitgezonden.” Hij riep met een luide stem: „Lazarus, kom naar buiten!”  De man, die dood was geweest, kwam naar buiten, zijn voeten en handen met zwachtels omwonden en een doek om zijn gelaat gebonden (Johannes 11:1-44).
In Jericho verbleef hij in het huis van de tollenaar Zacheüs (Lucas 19:1-10). Ook vertelde hij zijn leerlingen wat er hem te wachten stond, eenmaal in Jeruzalem aangekomen (Lucas 18:31-34).

## In Jeruzalem

Jezus op de ezel, Adriaen van Wesel, ca. 1490, Catharijneconvent, Utrecht

Toen de grote schare die naar het Pesachfeest was gekomen de volgende dag hoorde dat Jezus naar Jeruzalem kwam, namen zij palmtakken en gingen hem tegemoet. Ze riepen: “Hosanna! Gezegend is hij die komt de naam van de Heer, de koning van Israël!” Jezus vond een jonge ezel, ging erop zitten en reed Jeruzalem binnen (Johannes 12:12-14). Vervolgens ging hij de tempel binnen en keerde de tafels van de geldwisselaars en de banken van de duivenverkopers om - de tempelreiniging (Matteüs 21:12-13).
Later gaf hij ook onderricht in de tempel. De overpriesters en de schriftgeleerden en de oudere mannen kwamen naar hem toe en zeiden tot hem: „Met welke autoriteit doet u deze dingen? Of wie heeft u die autoriteit gegeven om deze dingen te doen?” (Marcus 11:27-28). De overpriesters en de schriftgeleerden hadden er genoeg van en zochten naar een doeltreffende manier om hem uit de weg te ruimen, maar zij waren bevreesd voor het volk. Ze vonden Judas Iskariot, een van de twaalf apostelen (Lucas 22:2-6), bereid Jezus te verraden voor dertig zilverstukken (Matteüs 26:15).